# 松本盛二
松本 盛二（まつもと せいじ、1919年4月13日 - 2009年5月17日）は、日本の放送事業家。大阪朝日新聞編集局長、朝日新聞西部本社代表、朝日ビルディング社長、九州朝日放送社長、日本民間放送連盟副会長などを歴任。

## 人物
1919年、京都府で生まれる。以下のようにメディアの人間として創価学会と関係が深く、配偶者も創価学会員であった。
旧制甲陽中学校（現・甲陽学院中学校・高等学校）の生徒の時分に創価教育学会の講演会に参加したことがある。
1966年9月18日、大阪朝日新聞編集局長だった頃に創価学会関西文化祭（兵庫県西宮市）に来賓として参加し、池田大作に会った。当時この「雨の文化祭」について朝日新聞上で特集しようとしたが叶わなかった。
その後、大阪朝日新聞編集局長、朝日ビルディング社長を経て、1984年に九州朝日放送社長に就任した。九州に赴任してから3年後の1987年10月18日、第八回世界青年平和文化祭（北九州市）が開催された。学会の文化祭には高いニュース価値があると考え、この様子を全国ネットで放映することを決断した。
その後、1990年4月1日から1992年3月3日まで日本民間放送連盟副会長も務めた。
2009年5月17日に急性心筋梗塞のために逝去。90歳没。

### 報道姿勢
- 「ウソでも何でもない。事実を伝えようとしただけだ。判断するのはあくまでも読者であり視聴者。その問いかけが、何でいけないのか」
- 「どのメディアも学会(創価学会)に対して、本当のことを言い切らない。平気で嘘をつくか、臆病で腰が引けているか、どちらか。ジャーナリズムよ、もう一度立ち上がれ、と言いたいね」

## 著書
- 『経営協議会の現状(朝日新聞調査研究室報告社内用〈21〉)』1950